# Kangerluarsuk Tulleq

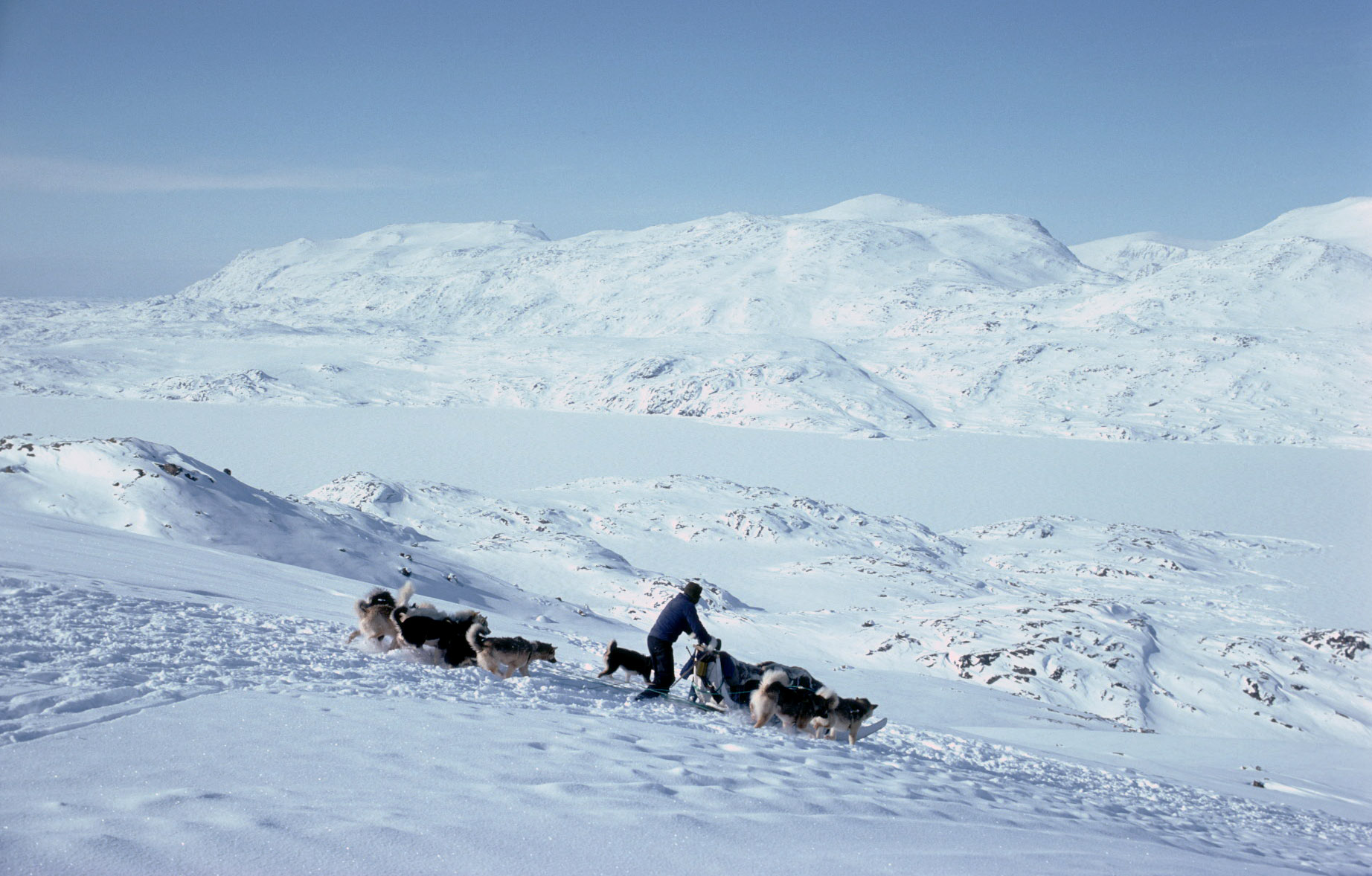

Le Kangerluarsuk Tulleq est un fjord de l'ouest du Groenland, situé dans la municipalité de Qeqqata. Il a une longueur de 28 km et se déverse dans le détroit de Davis.